# Nicaragua i olympiska sommarspelen 1980
Nicaragua deltog med sex deltagare i tre sporter vid de olympiska sommarspelen 1980 i Moskva. Ingen av landets deltagare erövrade någon medalj.

## Boxning
Flugvikt
- Onofre Ramírez
  - Första omgången – Förlorade mot  Petar Lesov (BUL)

Bantamvikt
- Ernesto Alguera
  - Första omgången — Bye
  - Andra omgången — Förlorade mot  José Piñango (VEN)

## Friidrott
Damernas 400 meter
- Xiomara Larios
  - Heat — 1:01,50 (7:e plats, gick inte vidare)

Herrarnas 400 meter häck
- Leonel Teller
  - Heat — DNF (8:e plats, gick inte vidare)

## Simning
| Tävlande       | Gren          | Heat    | Heat      | Final            | Final            |
| Tävlande       | Gren          | Tid     | Placering | Tid              | Placering        |
| -------------- | ------------- | ------- | --------- | ---------------- | ---------------- |
| Garnet Charwat | 100 m frisim  | 1:08.98 | 8         | Gick inte vidare | Gick inte vidare |
| Garnet Charwat | 100 m ryggsim | 1:28.88 | 5         | Gick inte vidare | Gick inte vidare |